# Saint-Bonnet-le-Château
Saint-Bonnet-le-Château település Franciaországban, Loire megyében. Lakosainak száma 1457 fő (2022. január 1.). Saint-Bonnet-le-Château Luriecq, Saint-Nizier-de-Fornas és La Tourette községekkel határos.

## Népesség
A település népessége az elmúlt években az alábbi módon változott:
| Lakosok száma | 2280 | 1905 | 1687 | 1492 | 1583 | 1552 | 1527 | 1510 | 1497 | 1457 |
|               | 1968 | 1982 | 1990 | 2006 | 2013 | 2015 | 2017 | 2019 | 2020 | 2022 |